# Domaine réservé
Domaine réservé est une expression juridico-politique qui désigne un territoire sur lequel le souverain exclut l'ingérence d'autrui.

## Ancien droit
Sous l'Ancien Régime, le domaine réservé ou réserve étaient les terres qui appartenaient en propre au seigneur qui en avait conservé la propriété utile.
Le domaine réservé se distinguait ainsi du domaine direct : domaine fieffé et domaine accensé.
La réserve comprenait :
- Le « domaine retenu » ou « retenue », partie du domaine réservé qui restait en « faire-valoir direct » ;
- Le domaine en « faire-valoir indirect » : les fermes et métairies.

## Droit international
Le principe de la non intervention dans les affaires étatiques où dans la compétence de l'Etat refuse l'accès au droit international. Ce principe fonctionne selon le soi-disant « modèle westphalien », c'est-à-dire une série de pratiques, de politiques, mais surtout de relations internationales qui se sont mises en œuvre en Europe, à travers une mosaïque de traités qui apaisa les conflits de religion, connue sous le nom de « Paix de Westphalie » et conventionnellement signé en 1648.

## Cinquième République française
Dans la pratique institutionnelle de la Cinquième République française, Jacques Chaban Delmas a théorisé le fait que le Président de la République disposait d'un domaine réservé dans lequel il avait une nette prééminence sur le Premier ministre et le parlement : les Relations extérieures et la Défense nationale.